# Agrostis hooveri
Agrostis hooveri é uma espécie de gramínea do gênero Agrostis, pertencente à família Poaceae.